# Giuseppe Gola
Giuseppe Gola dit aussi Benè Gola (né le 28 décembre 1904 à Chieri dans le Piémont et mort à une date inconnue), est un footballeur italien.

## Biographie

### Joueur
On ne sait pas grand-chose de la vie de Benedetto Gola, sauf qu'il joua entre autres pour le club piémontais de la Juventus entre 1927 et 1928 en provenance du club de sa ville natale de Chieri (Benè joue son premier match avec les bianconeri le 12 février 1928 lors d'une victoire 2-1 sur Livourne), avant d'ensuite rejoindre les clubs du Vomero Naples, de Derthona, de Sampierdarenese et enfin de l'Atalanta Bergame.